# 像我一样
《像我一样》（英語：Like I Do）是法国唱片制作人大卫·库塔、荷兰音乐制作人马丁·盖瑞斯，以及Brooks共同合作的歌曲。歌曲由塔莱·莱利、肖恩·道格拉斯、尼克·西利、罗伯特·伯金填词作曲，库塔、盖瑞斯、Brooks和乔治·图伊福特制作，并于2018年2月22日由What a Music发行。《像我一样》是库塔第七张录音室专辑《7》（2018年）中的第二首单曲。

## 背景
库塔谈到《像我一样》说：“在我们录制这首歌曲以前，我们已经合作过好几首曲目了。当我们看到了《遥不可及》（So Far Away）的巨大反响后，我们心想太他妈好了，我们马上就制作另一首歌曲。”盖瑞斯补充道：“大卫是一个传奇。作为一名艺人，我非常尊重他，我很高兴我们能与曾经合作过的Brooks共同完成这首歌曲。他是最有才华的制作人之一。”

## 发行和推广
盖瑞斯在印度果阿举行的TimeOut72音乐节期间首次演唱了《像我一样》。2018年2月14日，库塔和Brooks在社交媒体上发布了这首歌的预告片并透露了发行日期。《像我一样》的混音版制作比赛与应用软件Soonvibes联合举行，获胜者的歌曲将被选为官方混音版本。

## 作曲
《像我一样》採用重拍浩室的曲風，由塔莱·莱利演唱。歌曲通过“重低音和舞池必备节拍”融合了未来弹跳和流行乐等元素。在开场中，音乐在“断断续续的合成器和嘶嘶作响的声音中”不断爬升，然后逐渐增强为“适合耳朵享受的合唱”。根据《公告牌》的凯特·贝因（Kat Bein）所说，这首歌是“喇叭和低音的混搭，非常时髦”。

## 评价
在肯定评论中，《Your EDM》的投稿人认为《像我一样》是“旋律美妙的新作，它会在电台大受欢迎，盖瑞斯和Brooks粉丝也会非常喜欢歌曲的EDM鼓点”。Idolator网站的迈克·尼德（Mike Nied）称这次合作“令人耳目一新”，认为这首歌“融合了他们各自的声音”。

## 曲目列表
- 数字下载[11]

1. "Like I Do" – 3:22

- 数字下载 – 混音版[12]

1. "Like I Do" (Dasko & Agrero remix) – 2:58
2. "Like I Do" (Upsilone remix) – 2:50
3. "Like I Do" (Jumpexx remix) – 4:07
4. "Like I Do" (Foxa and Conor Ross remix) – 3:43
5. "Like I Do" (Edson Faiolli remix) – 5:10

## 制作人员
认证来自于Tidal。
- 大卫·库塔 – 作曲，制作，编排
- 马丁·盖瑞斯 – 作曲，制作，编排
- Brooks – 作曲，制作，母带工程师，混音，编排
- 塔莱·莱利 – 作曲，背景人声
- 乔治·图伊福特 – 作曲，制作，编排
- 肖恩·道格拉斯 – 作曲
- 尼克·西利 – 作曲，键盘
- 罗伯特·伯金 – 作曲
- The Pianoman – 人聲效果器（英语：Talk box）

## 榜单表現
| 榜单（2018年）                               | 最高排名 |
| -------------------------------------------- | -------- |
| 澳大利亚（澳大利亚唱片业协会榜）             | 73       |
| 奥地利（Ö3四十强单曲榜）                     | 20       |
| 比利时佛兰德（Ultratop五十强单曲榜）         | 42       |
| 比利时瓦隆（Ultratip榜外單曲榜）             | 2        |
| 捷克（百強數位單曲榜）                       | 30       |
| 丹麥（Hitlisten单曲榜）                      | 35       |
| 芬兰（芬蘭官方單曲榜）                       | 18       |
| 法国（法國唱片出版業公會單曲榜）             | 31       |
| 23                                           |          |
| 匈牙利（四十強舞曲榜）                       | 21       |
| 匈牙利（四十强电台榜）                       | 11       |
| 匈牙利（四十強單曲榜）                       | 38       |
| 匈牙利（四十強串流榜）                       | 15       |
| 愛爾蘭（愛爾蘭唱片音樂協會单曲榜）           | 26       |
| 意大利（意大利音乐产业联盟单曲榜）           | 75       |
| 荷兰（荷蘭四十強單曲榜）                     | 13       |
| 荷兰（百强单曲榜）                           | 21       |
| 挪威（世道單曲榜）                           | 9        |
| 波蘭（波蘭百大電台榜）                       | 24       |
| 波兰（波兰视频榜）                           | 4        |
| 葡萄牙（葡萄牙唱片業協會单曲榜）             | 61       |
| 蘇格蘭（官方榜单公司單曲榜）                 | 62       |
| 斯洛伐克（百強數位單曲榜）                   | 34       |
| 瑞典（瑞典最熱榜）                           | 15       |
| 瑞士（瑞士热门音乐榜）                       | 22       |
| 英國（官方榜单公司舞曲榜）                   | 3        |
| 英國（官方榜单公司單曲榜）                   | 29       |
| 美國（《告示牌》Dance Club Songs）           | 34       |
| 美國（《告示牌》Hot Dance/Electronic Songs） | 8        |

| 榜单（2018年）                    | 排名 |
| --------------------------------- | ---- |
| 丹麦（Tracklisten）               | 94   |
| 法国（法国唱片出版业公会单曲榜）  | 134  |
| 匈牙利（四十强舞曲榜）            | 61   |
| 荷兰（荷兰四十强单曲榜）          | 83   |
| 荷兰（百强单曲榜）                | 79   |
| 瑞典（瑞典最热榜）                | 55   |
| 美国（《公告牌》舞曲/电音歌曲榜） | 33   |
| 榜单（2019年）                    | 排名 |
| 葡萄牙（葡萄牙唱片业协会）        | 1356 |

## 认证
| 地區                                                       | 认证 | 认证单位/销量 |
| ---------------------------------------------------------- | ---- | ------------- |
| 奥地利（國際唱片業協會奧地利分會）                         | 金   | 15,000‡       |
| 加拿大（加拿大音乐协会）                                   | 金   | 40,000‡       |
| 法国（法國唱片出版業公會）                                 | 金   | 100,000‡      |
| 德国（聯邦音樂產業協會）                                   | 金   | 200,000‡      |
| 意大利（意大利音乐产业联盟）                               | 白金 | 50,000‡       |
| 挪威（國際唱片業協會挪威分会）                             | 白金 | 60,000‡       |
| 波兰（波蘭音像製造商協會）                                 | 白金 | 20,000‡       |
| 英国（英国唱片业协会）                                     | 银   | 200,000‡      |
| *僅含認證的實際銷量 ^僅含認證的出貨量 ‡僅含認證的+實際銷量 |      |               |

## 发行历史
| 国家和地区 | 日期       | 格式     | 版本   | 唱片公司     | 参考   |
| ---------- | ---------- | -------- | ------ | ------------ | ------ |
| 全球       | 2018-02-22 | 数字下载 | 原版   | What a Music | [ 11 ] |
| 全球       | 2018-06-08 | 数字下载 | 混音版 | What a Music | [ 12 ] |